# Nyslåttjärnarna (Los socken, Hälsingland)
Nyslåttjärnarna är en sjö i Ljusdals kommun i Hälsingland och ingår i Dalälvens huvudavrinningsområde.